# Popart

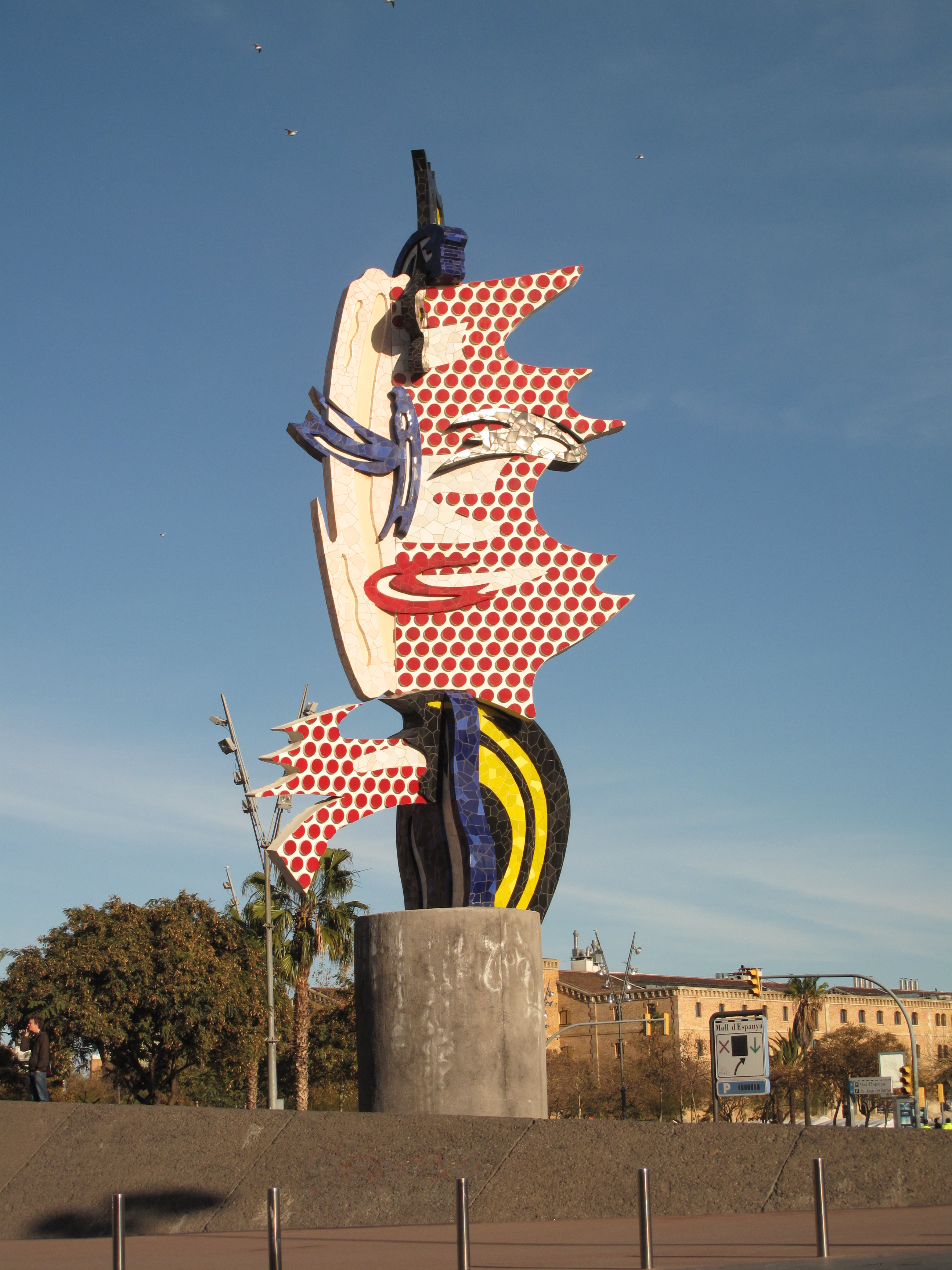
Roy Lichtenstein, El Cap de Barcelona (Barcelona Head), vervaardigd in opdracht voor de Olympische Zomerspelen van 1992 in Barcelona.

Popart is een invloedrijke kunstbeweging die ontstond in de jaren 1950 en zich vooral manifesteerde in de Verenigde Staten en het Verenigd Koninkrijk. Deze artistieke stroming wordt gekenmerkt door het gebruik van alledaagse voorwerpen, populaire cultuuriconen en massaproductie-elementen in kunstwerken.

## Geschiedenis
Popart is een stroming in de moderne kunst. De naam is een afkorting, geïntroduceerd door de Britse criticus Lawrence Alloway, die deel uitmaakte van een groep kunstenaars, architecten en critici, the Independent Group, die elkaar ontmoetten in het Institute of Contemporary Art in Londen. Alloway gebruikte de term in 1949 als afkorting van het begrip popular mass culture, dit is alles wat tot geïndustrialiseerde massacultuur behoort. Het kunstwerk van de Engelsman Richard Hamilton "Just What Is It That Makes Today's Homes So Different, So Appealing?", een collage uit 1956, wordt algemeen beschouwd als het begin van de popart. In die collage zijn alle elementen aanwezig waarvan de popart gebruik zal maken.
Popart was een kunststroming die voortkwam uit een bepaalde tijdgeest, namelijk die van de vrijheid, seksuele revolutie en vrouwenemancipatie. De popart zette zich gedeeltelijk af tegen het Amerikaanse abstract expressionisme. Het hyperserieuze en -conceptuele karakter van deze kunststroming was de ideale voedingsbodem voor een beweging als de popart om zich tegen af te zetten. Omdat kunstenaars van het abstract expressionisme het museum zagen als de ideale elitaire plek voor hun kunstwerken was de logische reactie dat de popart de kunst naar de mensen wilde brengen (tot op straat - zie verder over happenings). Veel popartwerken zijn op de eerste plaats decoratief en hebben nauwelijks een diepere boodschap. Alledaagse gebruiksvoorwerpen uit de consumptiemaatschappij, massaal vervaardigde serieproducten, alle mogelijke reproduceerbare objecten worden voortaan als motieven aanvaard in de kunst. Daarmee stond de popartbeweging dichter bij het leven en was het veel platter dan de werken die daarvoor werden gemaakt. Bij meerdere popartkunstenaars speelde de ironie een grote rol in hun werk. In overeenstemming met het politieke klimaat in de jaren zestig hield de popart zich toch ook wel bezig met politieke thema's. Tot de belangrijke verschijnselen die verband houden met deze kunststroming behoren de happenings. Aan de hand van performances op straat drukten kunstenaars op expressieve wijze hun vrijheid uit.
De thema's van de popart zijn ontleend aan stripverhalen, reclame, televisie, kranten en tijdschriften. Popart is het in beeld brengen en de verheerlijking van de consumptiemaatschappij met behulp van alledaagse afbeeldingen en triviale voorwerpen. Afbeeldingen van algemeen bekende beroemdheden als Elvis Presley, Marilyn Monroe en Mao, en ook soepblikken, spaghettiverpakkingen, colaflessen en andere supermarktproducten konden in de kunstwerken als onderwerp uitgebeeld worden.
Binnen de popart bestaan vele verschillende werkwijzen. Andy Warhol reproduceerde zijn werk in series door middel van zeefdruk. Roy Lichtenstein specialiseerde zich in het weergeven van zijn onderwerpen als plaatjes uit stripverhalen met handgeschilderde rasterpunten. Tom Wesselmann koos ervoor het vrouwenbeeld uit de hoogglanstijdschriften te idealiseren. Robert Rauschenberg maakte grote geschilderde beeldcollages. Verschillende materialen werden samen verwerkt: foto's, verf maar ook reële objecten, die als reliëf in de schilderijen werden opgenomen.
De naam 'popart' is afgeleid van popular art en werd begin jaren zestig overgenomen uit Amerika en Engeland. Het merendeel van de popart bestaat uit schilderijen met grote tot zeer grote afmetingen maar popart bestaat ook uit sculpturen, collages en assemblages. Zoals blijkt uit de bovenstaande beschrijving is het, afgezien van de voorkeur voor populaire onderwerpen, moeilijk om één algemene stijl aan te duiden waaraan alle kunstenaars van de popart voldoen.

## Popartkunstenaars

### Verenigde Staten
In de Verenigde Staten heeft popart zijn oorsprong in onder andere de readymades van Marcel Duchamp en het was een reactie op het abstract expressionisme. Onder anderen Jasper Johns, Robert Rauschenberg, Alex Katz en Larry Rivers worden beschouwd als de voorlopers en grondleggers van de nieuwe Amerikaanse popart in het midden van de jaren vijftig. Hun artistieke creaties waren het gevolg van een reactie op het als steriel beschouwde abstract expressionisme. Zij realiseerden zich dat, om nog iets toe te voegen aan het al gerealiseerde, men de abstractie moest verlaten. Johns, Rauschenberg en Rivers zijn typische voorbeelden waarbij de Abstract Expressionistische penseeltoets behouden blijft, maar waarbij figuratieve elementen aan de compositie worden toegevoegd. In het begin van de jaren zestig dreven kunstenaars als Andy Warhol, George Segal, Roy Lichtenstein, Jim Dine, Claes Oldenburg, Robert Indiana, Tom Wesselmann en James Rosenquist deze figuratie door en maken zij in feite een bocht van negentig graden ten opzichte van de poging van de abstract expressionisten en introduceerden zij op de meest extreme manier de alledaagse objecten in hun schilderijen. In Californië ontstond een eigen vorm van popart, met als vertegenwoordigers James Gill, Mel Ramos, Ed Ruscha en Wayne Thiebaud.

### Groot-Brittannië
- In het Verenigd Koninkrijk is Eduardo Paolozzi de voorman van de beweging, terwijl David Hockney, Allen Jones, Peter Blake en Richard Hamilton enkelen van de belangrijkste popartkunstenaars worden.
- Een bekende commerciële toepassing van een Brits popartdesign betreft het logo van de uitgestoken tong dat de Rolling Stones sinds hun album Sticky Fingers in 1971 gebruiken voor allerlei merchandising en hun eigen platenlabel Rolling Stones Records. De ontwerper hiervan is John Pasche, destijds nog student aan het Royal College of Art in Londen.[2][3][4] Tegenwoordig wordt het origineel getoond in het Victoria and Albert Museum.[5][6]

### België
In België zijn er kunstenaars als Paul Van Hoeydonck, van wie een beeldje door astronauten naar de maan werd meegenomen en daar achtergelaten. Maar ook grote namen zoals Marcel Broodthaers ("êtes vous pop?") en Panamarenko zijn schatplichtig aan de popart. Voor Broodthaers was George Segal het grote voorbeeld. Een andere belangrijke vertegenwoordiger was José Goemaere die zijn inspiratie haalde uit reclame, strips en tekenfilms. Aan het einde van de jaren zestig en het begin van de jaren zeventig verdwijnt de popartverwijzing uit hun werken door een kritische houding tegenover Amerika vanwege de steeds gruwelijker wordende Vietnam-oorlog. Panamarenko echter heeft de ironie ontleend aan deze tumultueuze jaren zestig behouden. Roger Raveel monteerde een echte vogelkooi met een levende duif aan een van zijn schilderijen. Evelyne Axell was een vrouwelijke pionier van de popart in België. Op de expo "Pop art in Belgium!" in 2015 in Brussel, was Hugo Heyrman prominent aanwezig.

### Nederland
Ook in Nederland lieten kunstenaars zich inspireren door het streven alledaagse thema's in de kunst te kunnen verwerken. Reinier Lucassen schilderde Donald Duck en maakte platte kleurrijke doeken met alledaagse voorwerpen, Woody van Amen nam reële voorwerpen op in zijn ruimtelijke beelden en maakte beeldcollages die afbeeldingen uit de massacultuur citeerden. Wim T. Schippers maakte een ondefinieerbare bruine bal en stelde die tentoon als "the Lump". Dit werk deed aan de uitvergrotingen van een popartkunstenaar als Claes Oldenburg denken maar Schippers' werk heeft ook veel verwantschap met de gelijktijdig opkomende beweging van de Fluxus, die de grenzen tussen de verschillende kunstvormen zoals beeldende kunst en muziek wilde opheffen.

### Duitsland
In Düsseldorf werd in 1963 de happening "Leben mit Pop – Eine Demonstration für den Kapitalistischen Realismus" georganiseerd door de jonge kunstenaars Gerhard Richter, Sigmar Polke en Konrad Lueg. Hun werk werd bekend als kapitalistisch realisme, de Duitse variant van de popart. Wolf Vostell richtte zich, evenals Heiner Meyer op het ironisch idealiseren van de consumptiemaatschappij, door bijvoorbeeld auto's in zijn beelden te verwerken. Een andere kunstenaar die afbeeldingen uit tijdschriften in zijn werk gebruikt is Werner Berges; ook hij wordt gezien als een belangrijk vertegenwoordiger van de popart in Duitsland.

### Kenmerken en kunstenaars popart
- Speels gebruik van de identiteit en de symbolen van de Westerse consumptiecultuur. (Kunstenaars: Jasper Johns, Andy Warhol, Heiner Meyer)
- Gebruik van commerciële materialen en voorwerpen; producten uit het leven van alledag: plastic voorwerpen, kitsch, advertenties, affiches (Kunstenaars: Robert Rauschenberg, Gustave Asselbergs), pin-ups (Kunstenaars: Tom Wesselmann, Allen Jones, Woody van Amen), film- en popsterren (Andy Warhol)
- Gebruik van strips. (Roy Lichtenstein, Heiner Meyer)
- Glamourachtige kleuren ontleend aan reclameafbeeldingen op straat. (Andy Warhol, James Rosenquist, Rik van Bentum) Geen persoonlijk handschrift van de kunstenaar. Veel werk wordt door anderen uitgevoerd. De kunstenaar gebruikt vaak 'ready mades': kant-en-klare, bestaande voorwerpen. (Tom Wesselmann, Robert Rauschenberg, Woody van Amen)
- Vervreemding door vergroting of herhaling, of door gebruik van ongebruikelijke materialen. (Claes Oldenburg)

## Categorieën
- Neo-Pop Art:
  - Direct geïnspireerd door Pop Art, is Neo-Pop Art ontstaan als een reactie op de complexiteit en abstractie van de kunst in de jaren 1970 en 1980. Kunstenaars zoals Keith Haring en Jean-Michel Basquiat maakten gebruik van de heldere kleuren en grafische stijlen van Pop Art, maar voegden vaak sociale en politieke commentaren toe.
- Appropriation Art:
  - Pop Art brak met het traditionele idee van originaliteit door veelvuldig gebruik te maken van herkenbare beelden uit de populaire cultuur. Deze aanpak van het hergebruiken en transformeren van bestaande beelden werd verder ontwikkeld in de beweging van Appropriation Art. Kunstenaars zoals Sherrie Levine namen bestaande kunstwerken en herinterpreteerden ze om vragen te stellen over originaliteit en auteurschap.
- Postmodernisme:
  - Pop Art wordt vaak beschouwd als een voorloper van het postmodernisme, een brede culturele beweging die de nadruk legt op het verlies van een vaststaande waarheid en de vervaging van grenzen tussen hoge en lage cultuur. De ironie en de kritische houding van Pop Art ten opzichte van kunst en samenleving waren van invloed op de postmoderne kunstpraktijk.
- Street Art en Graffiti:
  - De directe, toegankelijke stijl van Pop Art heeft bijgedragen aan de ontwikkeling van Street Art en Graffiti. Kunstenaars als Banksy hebben de technieken van Pop Art geïntegreerd in hun straatkunst, waarbij ze vaak maatschappelijke kwesties en politieke boodschappen aan de kaak stellen.
- Commodity Sculpture:
  - Kunstenaars in de jaren 1980, zoals Jeff Koons, hebben Pop Art-elementen overgenomen in hun creatie van 'commodity sculpture', waarbij alledaagse objecten en consumentenproducten worden getransformeerd tot kunstwerken. Dit benadrukte de relatie tussen kunst en commercie, een centraal thema in de Pop Art.
- Pop Surrealism:
  - Een latere ontwikkeling is de opkomst van Pop Surrealism, een stroming die de surrealistische traditie combineert met elementen uit de populaire cultuur en stripkunst. Kunstenaars als Mark Ryden en Ron English nemen vaak iconen uit de Pop Art en transformeren ze in droomachtige, surrealistische composities.
- Digitale Kunst en Nieuwe Media:
  - Met de opkomst van digitale technologieën hebben kunstenaars de esthetiek van Pop Art geïntegreerd in digitale kunst en nieuwe media. Het gebruik van felle kleuren, herkenbare beelden en het onderzoeken van de relatie tussen kunst en technologie zijn doorgaande thema's.
- Merchandising en Popcultuur:
  - De manier waarop Pop Art consumentencultuur in kunst integreerde, heeft geleid tot een grotere acceptatie van commerciële elementen in de kunstwereld. Hedendaagse kunstenaars experimenteren met merchandising, productontwerp en samenwerkingen met populaire merken, wat de grenzen tussen kunst en commercie blijft vervagen.

## Verwante designstromingen en kunstrichtingen
Popart design is familie van onder andere de volgende designstromingen en -stijlen:
- Art deco
- Art nouveau
- Dadaïsme
- Futurisme
- Modernisme
- Op-art
- Surrealisme